# Rene Pijpers
René Antoine Pijpers (Swalmen, 1917. szeptember 15. – Swalmen, 1944. március 22.), holland válogatott labdarúgó, edző.
A holland válogatott tagjaként részt vett az 1938-as világbajnokságon.